# Cnemolia mima
Cnemolia mima là một loài bọ cánh cứng trong họ Cerambycidae.